# António Vitorino
António Vitorino (Lisboa, Portugal 1957) és un polític portuguès que va ser membre de la Comissió Europea entre 1999 i 2004.

## Biografia
Va néixer el 12 de gener de 1957 a la ciutat de Lisboa. Va estudiar dret i ciències polítiques a la Universitat de Lisboa, esdevenint el 1989 membre del Tribunal Constitucional.

## Activitat política
Membre del Partit Socialista, el 1980 va ser escollit diputat de l'Assemblea de la República Portuguesa. A finals de la dècada del 1980 participà activament en la devolució del territori de Macau a la República Popular de la Xina.
En les eleccions europees de 1994 fou escollit eurodiputat al Parlament Europeu. El 1995 abandonà el Parlament Europeu per esdevenir Ministre de Defensa i Vicepresident del Govern pel primer ministre António Guterres. Abandonà el govern el 1997 a causa de diverses acusacions d'evasió d'impostos. En ser exhonerat de qualsevol càrrec fiscal el setembre de 1999 fou nomenat membre de la Comissió Prodi, esdevenint Comissari Europeu de Justícia, Llibertat i Seguretat, càrrec que va desenvolupar fins al novembre de 2004.